# Compagnie van De Moucheron

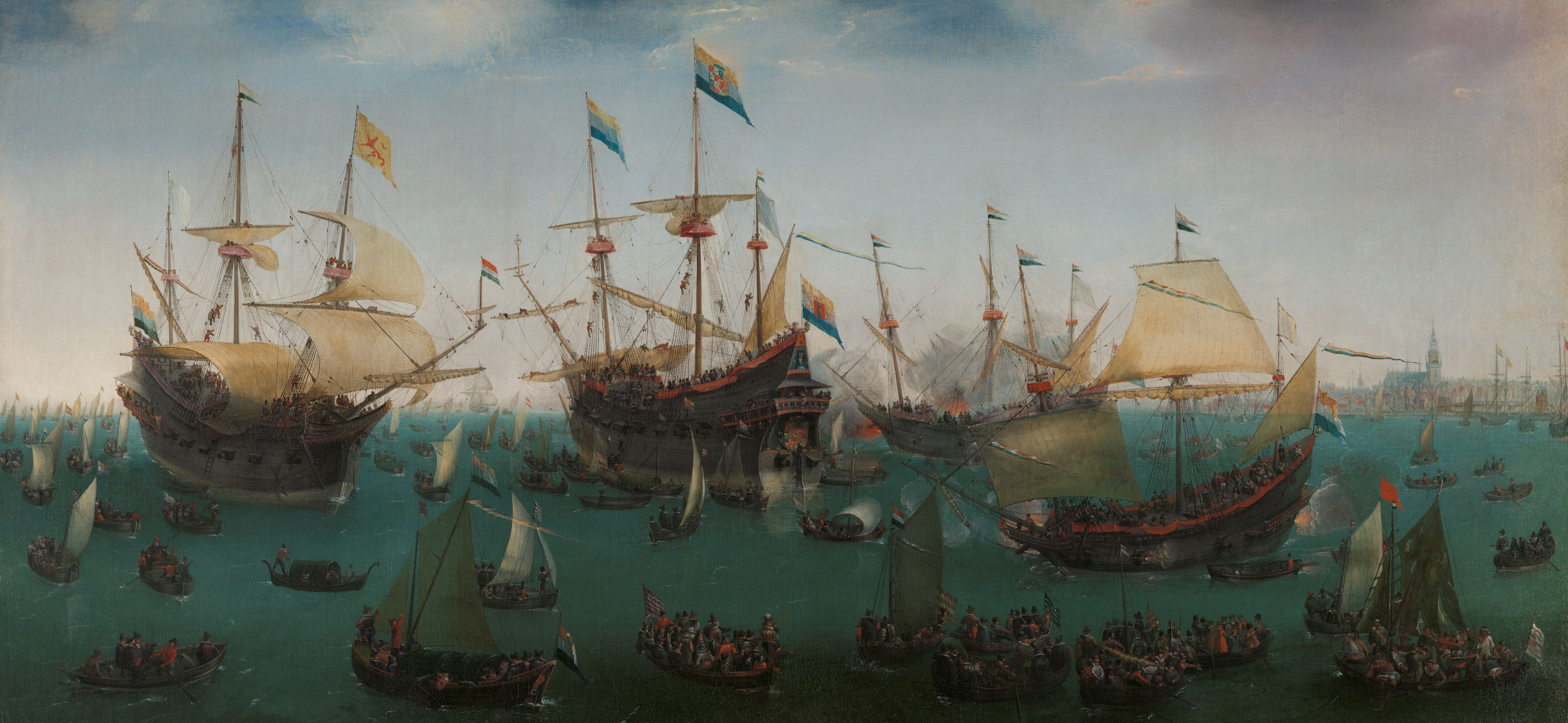
Terugkeer van de tweede Azië-expeditie van Jacob van Neck in 1599 door Cornelis Vroom (ca. 1591-1661)

De Compagnie van De Moucheron - was een voorcompagnie van de Republiek der Zeven Verenigde Nederlanden en werd opgericht door Balthazar de Moucheron, een reder uit Antwerpen in de Zuidelijke Nederlanden. Hij vestigde zich na de Val van Antwerpen in Zeeland. De vloot van de Zeelandse Compagnie van De Moucheron onder leiding van Joris van Spilbergen, bestond uit drie schepen, de 'Ram', het 'Schaap' en de pinas 'Lam'. De vloot vertrok op 5 mei 1601 en maakte zijn retour in 1604.

## Geschiedenis
Een voorcompagnie is een handelscombinatie uit de Republiek der Zeven Verenigde Nederlanden die handel dreef op Azië tussen 1594 en 1602, voordat de Vereenigde Oost-Indische Compagnie (VOC) werd gesticht. De voorcompagnieën werden gefinancierd door rijke Noord-Nederlandse kooplieden en rijke immigranten uit de Zuidelijke Nederlanden. Vanwege de moordende onderlinge concurrentie werden de compagnieën in 1602 door de overheid gedwongen zich voor 21 jaar te verenigen in de VOC, die het alleenrecht op de Aziatische vaart kreeg.
Voordat de VOC in 1602 het licht zag bestonden er in het tijdsbestek van de zeven voorgaande jaren 12 verschillende voorcompagnieën:
| - Compagnie van Verre - Nieuwe of Tweede Compagnie - Oude Compagnie - (Nieuwe) Brabantse Compagnie | - Magelhaense Compagnie - Rotterdam - Magelhaense Compagnie - Amsterdam - Veerse Compagnie - Middelburgse Compagnie | - Verenigde Amsterdamse Compagnie - Compagnie van De Moucheron - Delftse Vennootschap - Verenigde Zeeuwse Compagnie |

Volgens een tijdgenoot "zeilde men elkaar het geld uit de beurs en de schoenen van de voeten". In totaal werden er tussen 1594 en 1601 vijftien expedities uitgestuurd waaraan 65 schepen deelnamen, inclusief de vier schepen van de vloot Eerste Schipvaart, en exclusief de drie barre en mislukte tochten via de Noordkaap.

## Compagnie van De Moucheron

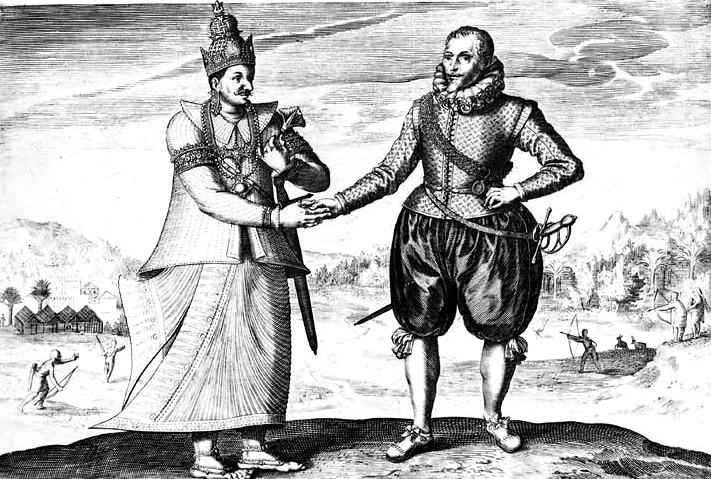
Joris van Spilbergen ontmoet koning Vimala Dharma Suriya van Kandy, Ceylon (1602)

Werd opgericht door De Moucheron nadat een deel van zijn vennoten de Veerse Compagnie hadden verlaten, om samen met de Middelburgse Compagnie de Verenigde Zeeuwse Compagnie op te richten.
In 1601 zond Balthazar de Moucheron Joris van Spilbergen met drie schepen, de Ram, het Schaap en het Lam, uit richting Indonesië. Van Spilbergen was admiraal op het Schaap, Guyon Lefort viceadmiraal op de Ram, en Willem Jansz, later Cornelis Specx, voerde het bevel op de pinas Lam. Van Spilbergen voerde een succesvolle reis uit en knoopte betrekkingen aan met de koning van Kandy, alvorens naar Atjeh te varen. Van Spilbergen deed het voorkomen bij koning Vimala Dharma Suriya van Kandy dat hij niet kwam om handel te drijven, maar dat hij in opdracht van Maurits van Oranje kwam om een verbond te sluiten tegen de gemeenschappelijke vijand, de Portugezen.
Financieel zat De Moucheron aan de grond. Alle uitstaande vorderingen en zelfs de te verwachten retourvrachten waren gecedeerd aan zijn schuldeisers. De Compagnie van De Moucheron wilde uiteindelijk meewerken aan de oprichting van de VOC, maar eiste vrije vaart op de oostkust van Afrika en uitstel van betaling. Op 20 maart 1602 vaardigden de Staten-Generaal het octrooi op de vereniging der kamers van de verschillende compagnieën uit en de Verenigde Oost-Indische Compagnie was een feit. Het monopolie van deze compagnie, geldig voor de tijd van 2l jaren, benam Balthazar de Moucheron de mogelijkheden zijn fortuin te herstellen. Mededinging in het handeldrijven op Oost-India was voortaan onmogelijk. Wel behield Balthazar het recht privéhandel te drijven op de Kust van Sofala (de oostkust van Afrika) en kreeg hij een bewindhebberplaats in de Kamer Zeeland van de V.O.C. Maar Balthazar woonde maar één vergadering bij, die van 30 maart 1602, het jaar daarop ontvluchtte Balthazar de Moucheron Veere.
Joris van Spilbergen keerde op 24 maart 1604 behouden uit Oost-India terug in Vlissingen. Bij zich had hij een schat aan robijnen, saffieren, topazen en andere edelstenen welke hij van de maharadja van Kandy ten geschenke had gekregen. Toen echter Van Spilbergen in 1604 in Zeeland terugkeerde, waren de afzonderlijke compagnieën (incl. de Compagnie van De Moucheron) in Holland en Zeeland reeds in de nieuw opgerichte Vereenigde Oostindische Compagnie opgegaan.